# Esgrima nos Jogos Pan-Americanos de 2023 - Espada por equipes masculino
O evento da espada por equipes masculino da esgrima nos Jogos Pan-Americanos de 2023 foi disputado em 2 de novembro de 2023 no Centro de Esportes Paralímpicos, localizado no cluster do Estádio Nacional. Um total de 26 esgrimistas de oito Comitês Olímpicos Nacionais (CON) participaram da competição.

## Calendário
Horário local (UTC−3).
| Data          | Hora  | Fase                                        |
| ------------- | ----- | ------------------------------------------- |
| 2 de novembro | 9:30  | Quartas de final                            |
| 2 de novembro | 11:45 | Semifinais Classificação 5º–8º lugar        |
| 2 de novembro | 13:40 | Disputa pelo 7º lugar Disputa pelo 5º lugar |
| 2 de novembro | 15:00 | Disputa pelo bronze                         |
| 2 de novembro | 17:00 | Final                                       |

## Medalhistas
|  | USA Estados Unidos                         |  | CAN Canadá                                         |  | ARG Argentina                                   |
|  | Curtis McDowald Samuel Imrek Samuel Larsen |  | Nicholas Zhang Fynn Mansbridge-Fafard Dylan French |  | Jesús Lugones Alessandro Taccani Agustín Gusmán |

## Resultados
A competição foi disputada em apenas um dia, no formato eliminatório direto, até a definição dos medalhistas.
|  | Quartas de final   | Quartas de final   |                    |    | Semifinais          | Semifinais          |  |  | Final | Final |
|  |                    |                    |                    |    |                     |                     |  |  |       |       |
|  |                    |                    |                    |    |                     |                     |  |  |       |       |
|  |                    |                    |                    |    |                     |                     |  |  |       |       |
|  | VEN Venezuela      | 33                 |                    |    |                     |                     |  |  |       |       |
|  | VEN Venezuela      | 33                 |                    |    |                     |                     |  |  |       |       |
|  | CHI Chile          | 23                 |                    |    |                     |                     |  |  |       |       |
|  | CHI Chile          | 23                 | VEN Venezuela      | 41 |                     |                     |  |  |       |       |
|  |                    |                    | VEN Venezuela      | 41 |                     |                     |  |  |       |       |
|  |                    | USA Estados Unidos | 45                 |    |                     |                     |  |  |       |       |
|  | USA Estados Unidos | USA Estados Unidos | 45                 | 45 |                     |                     |  |  |       |       |
|  | USA Estados Unidos |                    |                    | 45 |                     |                     |  |  |       |       |
|  | COL Colômbia       | 41                 |                    |    |                     |                     |  |  |       |       |
|  | COL Colômbia       | 41                 | USA Estados Unidos | 42 |                     |                     |  |  |       |       |
|  |                    |                    | USA Estados Unidos | 42 |                     |                     |  |  |       |       |
|  |                    | CAN Canadá         | 41                 |    |                     |                     |  |  |       |       |
|  | ARG Argentina      | CAN Canadá         | 41                 | 32 |                     |                     |  |  |       |       |
|  | ARG Argentina      |                    |                    | 32 |                     |                     |  |  |       |       |
|  | BRA Brasil         | 27                 |                    |    |                     |                     |  |  |       |       |
|  | BRA Brasil         | 27                 | ARG Argentina      | 30 |                     |                     |  |  |       |       |
|  |                    |                    | ARG Argentina      | 30 |                     |                     |  |  |       |       |
|  |                    | CAN Canadá         | 45                 |    | Disputa pelo bronze | Disputa pelo bronze |  |  |       |       |
|  | CUB Cuba           | CAN Canadá         | 45                 | 41 | Disputa pelo bronze | Disputa pelo bronze |  |  |       |       |
|  | CUB Cuba           |                    |                    | 41 |                     |                     |  |  |       |       |
|  | CAN Canadá         | 45                 |                    |    |                     |                     |  |  |       |       |
|  | CAN Canadá         | 45                 | VEN Venezuela      | 42 |                     |                     |  |  |       |       |
|  |                    |                    |                    |    |                     |                     |  |  |       |       |
|  | ARG Argentina      | 43                 |                    |    |                     |                     |  |  |       |       |
|  | ARG Argentina      | 43                 |                    |    |                     |                     |  |  |       |       |

Classificação 5º–8º lugar
|  | Classificação 5º–8º | Classificação 5º–8º |                       |    | Disputa pelo 5º lugar | Disputa pelo 5º lugar |
|  |                     |                     |                       |    |                       |                       |
|  |                     |                     |                       |    |                       |                       |
|  |                     |                     |                       |    |                       |                       |
|  | CHI Chile           | 43                  |                       |    |                       |                       |
|  | CHI Chile           | 43                  |                       |    |                       |                       |
|  | COL Colômbia        | 34                  |                       |    |                       |                       |
|  | COL Colômbia        | 34                  | CHI Chile             | 28 |                       |                       |
|  |                     |                     | CHI Chile             | 28 |                       |                       |
|  |                     | BRA Brasil          | 45                    |    |                       |                       |
|  | BRA Brasil          | BRA Brasil          | 45                    | 45 |                       |                       |
|  | BRA Brasil          |                     |                       | 45 |                       |                       |
|  | CUB Cuba            | 44                  |                       |    |                       |                       |
|  | CUB Cuba            | 44                  | Disputa pelo 7º lugar |    |                       |                       |
|  |                     |                     |                       |    |                       |                       |
|  |                     |                     |                       |    |                       |                       |
|  |                     |                     |                       |    |                       |                       |
|  | COL Colômbia        | 45                  |                       |    |                       |                       |
|  | COL Colômbia        | 45                  |                       |    |                       |                       |
|  | CUB Cuba            | 28                  |                       |    |                       |                       |

## Classificação final
| Pos.              | CON                | Esgrimistas                                                    |
| ----------------- | ------------------ | -------------------------------------------------------------- |
| Medalha de ouro   | USA Estados Unidos | Curtis McDowald Samuel Imrek Samuel Larsen                     |
| Medalha de prata  | CAN Canadá         | Nicholas Zhang Fynn Mansbridge-Fafard Dylan French             |
| Medalha de bronze | ARG Argentina      | Jesús Lugones Alessandro Taccani Agustín Gusmán                |
| 4                 | VEN Venezuela      | Janderson Briceño Francisco Limardo Rubén Limardo Grabiel Lugo |
| 5                 | BRA Brasil         | Alexandre Camargo Fabrizio Lazzarotto Leopoldo Gubert          |
| 6                 | CHI Chile          | Joaquín Bustos Pablo Nuñéz Gustavo Alarcón Rolf Nickel         |
| 7                 | COL Colômbia       | Juan Andrés Castillo Jhon Édison Rodríguez Hernando Roa        |
| 8                 | CUB Cuba           | Dariel Carrión Yordan Ferrer Ringo Quintero                    |